# 2010年冬季奥林匹克运动会奥地利代表团

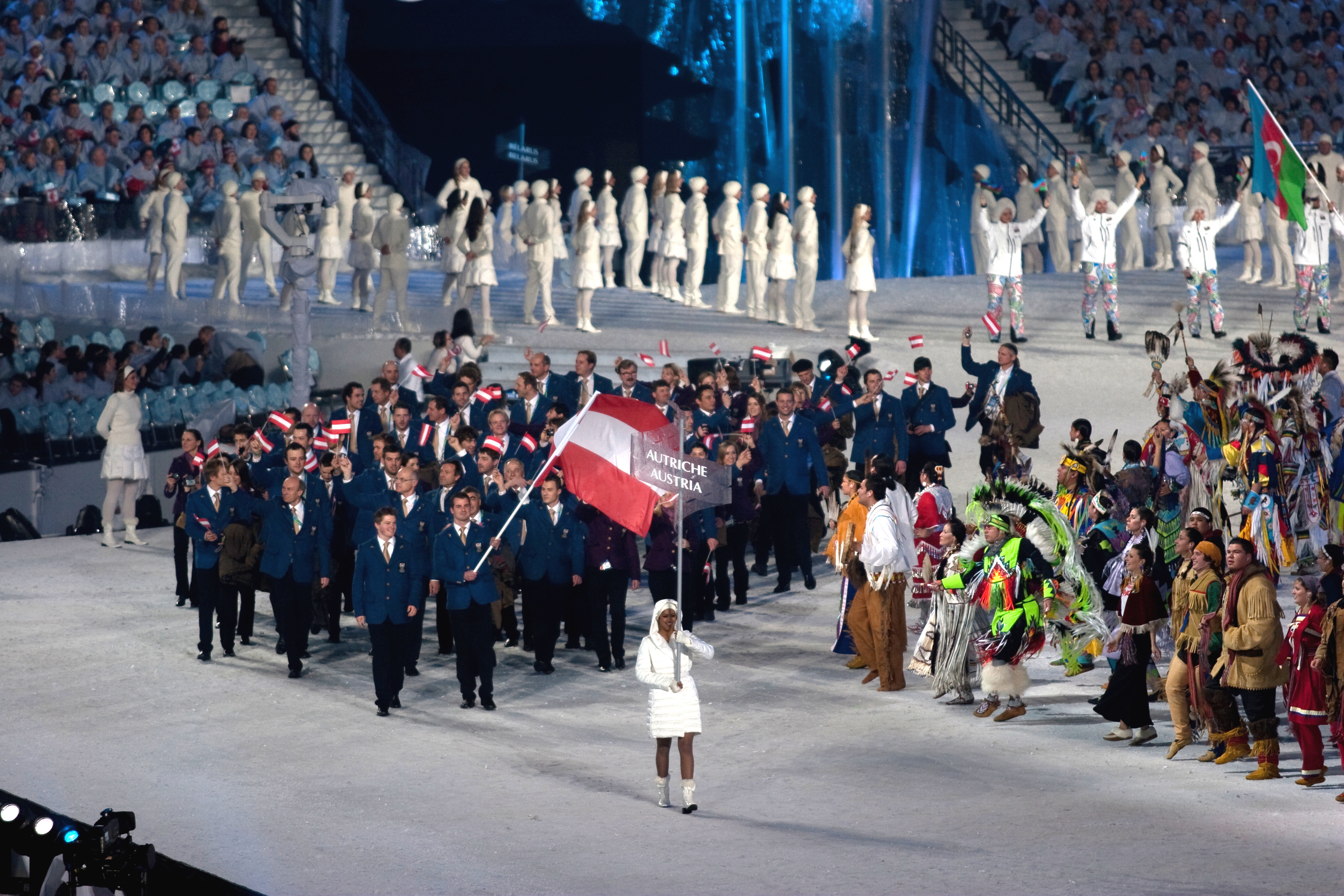
奧地利代表團在開幕式上進場

2010年冬季奧林匹克運動會奧地利代表團是奧地利所派出的2010年冬季奧林匹克運動會代表團，共有80名運動員參與13個項目的賽事。